# Robert de Umfraville (Adliger, † um 1195)
Robert de Umfraville (auch Robert II de Umfraville) († vor 29. September 1195) war ein anglo-schottischer Adliger.
Robert de Umfraville entstammte der anglo-schottischen Familie Umfraville. Er war der älteste Sohn von Odinel II de Umfraville und dessen Frau Alice de Lucy. Als sein Vater 1183 starb, war Robert vermutlich gerade erst volljährig. Robert erbte von seinem Vater umfangreiche Besitzungen in Northumberland, darunter Prudhoe Castle, sowie weitere Güter in Yorkshire, Rutland und Suffolk. Er bestätigte die Schenkung seines Vaters an Newminster Abbey. Anscheinend blieb er unverheiratet. Er starb vielleicht schon 1194, spätestens vor Michaelis 1195. Sein Erbe wurde sein Bruder Richard.